# Environment
El Environmental (en español: Entorno o Medio ambiente) es un movimiento cultural que surge en Estados Unidos, a principios de la década de 1950, en torno al compositor musical y filósofo de la música John Cage y la tradición dadaísta .
Cage tenía dos postulados básicos, por una parte que el sonido ambiental puede ser elemento constitutivo de una composición, la otra que una pieza de música puede existir aun sin haber sido compuesta (o sea puede ser aleatoria). El segundo postulado, que fue revolucionario en su momento, a principios del siglo XXI ha perdido su novedad, ya que es ampliamente puesto en práctica por compositores que utilizan dispositivos electrónicos de grabación, muestreado y sintetizado. De todas formas se le reconoce a Cage el mérito de haber llamado la atención sobre la frontera intangible entre lo que es música y lo que no lo es.

## Importancia del azar y el entorno
Cage descubrió que el azar era una fuerza tan importante en la conformación de una composición musical como lo es la voluntad del artista, y en todas sus composiciones permitió que el azar desempeñe un papel protagónico. Si bien cada pieza posee una estructura compuesta básica, el efecto del conjunto varía con cada ejecución ya que factores relacionados con el Medio Ambiente, como ser el recinto donde se la toca y la audiencia afectan directamente los sonidos que se producen.
Al romper con el preconcepto histórico que la música es producida por músicos utilizando instrumentos tradicionales para ejecutar composiciones estructuradas y compuestas con anterioridad, Cage abrió las puertas a un sinfín de nuevas posibilidades en el arte moderno. Sus ejecuciones revolucionarias marcaron el comienzo de una era de experimentación en todo tipo de disciplinas artísticas y desviaron la atención lejos de la psiquis interna del artista hacia el medio ambiente contemporáneo en el cual se encuentra el artista.

## Lo poco convencional y el saber escuchar
Durante toda su carrera como compositor Cage incorporó en sus obras los sonidos provenientes de elementos poco convencionales tales como elementos de cocina, placas de metal, un sinfín de objetos cotidianos y aun el silencio, para modificar la forma en que las audiencias modernas escuchan música y aprecian el medio en el que están inmersos.  En este sentido John Cage llamó la atención sobre la importancia del restar atención y escuchar aquello que está ausente, el espacio entre el sonido, y como el silencio es el telón de fondo que le provee al sonido el tiempo y el espacio para que exista.
Probablemente la mayor influencia que ha dejado Cage es la idea que la esencia de la música es oír y escuchar. Que lejos esta la música de ser meras notas que un compositor plasma sobre un pentagrama. Es el sonido de un soplador de hojas; de la lluvia al golpear el parabrisas del vehículo a emerger de un túnel; la serenata cansina de las cigarras. Cage no solo indujo a que los compositores trabajaran sonidos no tradicionales con mayor libertad, sino que también alentó a la audiencia a encontrar la belleza en el caos y el ruido del mundo industrializado.

## Su influencia
Las innovaciones de Cage en cuanto al sonido, instrumentación, ejecución y composición ayudaron a redefinir lo que se considera música en el siglo XX. En particular su uso del azar y de las formas creativas en las cuales se servía de los ejecutantes en sus obras ayudaron a conformar movimientos de avant-garde tales como el neodadaísmo, Fluxus, y Arte Conceptual. Sus innovaciones también han ejercido una profunda influencia sobre los desarrollos en las postrimerías del siglo XX en los ámbitos del arte del sonido y el arte de la ejecución, en los cuales se fue prestando mayor atención al contexto y la variabilidad.